# テレジア・ミサ
『テレジア・ミサ 変ロ長調』Hob.XXII:12（ドイツ語: Theresienmesse）は、フランツ・ヨーゼフ・ハイドンが1799年に作曲したミサ曲。ハイドンの後期六大ミサ曲の4番目にあたる。
演奏時間は約40分。

## 概要
おそらくフランツ2世の皇后マリア・テレジアのために作曲されたと考えられたためにこの名があるが、実際にはこの時期のほかのミサ曲と同様エステルハージ侯爵ニコラウス2世夫人マリア・ヘルメンギルデのために作曲され、同年9月8日の夫人の聖名祝日で初演されたという。
ランドンによれば、同じころハイドンはマリア・テレジアのために『テ・デウム』(Hob.XXIIIc:2)を作曲しており、そこから混同がおきたのかもしれない。
『ネルソン・ミサ』が作曲された1798年にエステルハージ家の楽団には管楽器奏者がひとりもいなかったが、1800年に8人に増員された。本曲でもトランペット以外の管楽器の活躍は少ない。その一方で親しみやすい旋律が多い。

## 編成
- ソプラノ、アルト、テノール、バス独唱、4部合唱。
- クラリネット2（、ファゴット）、トランペット2、ティンパニ、弦楽器、オルガン

## 構成

### Kyrie
アダージョで静かにはじまり、独唱者たちがキリエを歌う。ついでいきなり快速なフーガが合唱によって開始する。独唱者たちによってクリステ部分が歌われた後にふたたびキリエ・フーガに戻る。最後にふたたび最初のアダージョに戻る。

### Gloria
冒頭部分は3拍子で合唱によって高速に歌われる。おだやかな4拍子の「Gratias」はアルト独唱ではじめられ、ついで他の独唱者たちが加わっていく。「Qui tollis」からは弦楽器による三連符の伴奏の上でもりあがる。「Quoniam」から明るい快速な曲になり、おなじ旋律がそのままアーメン・フーガに使用される。

### Credo
冒頭部分は合唱によって高速に歌われる。「Et incarnatus」はゆっくりした短調の曲で、ソプラノ独唱によってはじめられ、他の独唱者が加わる。最後のあたりでトランペットの低音が小さく聞こえる。「Et resurrexit」からは短調のままだが合唱によって快速に歌われ、「gloria」の部分でトランペットと金管楽器が加わって急に明るくなり、独唱者たちも加わる。「et vitam」からアーメン・フーガになる。

### Sanctus
アンダンテ、3拍子でおだやかにはじまり、「Pleni sunt」から急にもりあがる。

### Benedictus
ト長調、ソプラノ独唱ではじまるモデラートの平和な音楽である。途中でトランペットとティンパニが加わって盛りあがる箇所がある。ホザンナ部分もそのまま続けて歌われる。

### Agnus Dei
3拍子、『十字架上のキリストの最後の7つの言葉』のようなト短調の深刻な合唱ではじまる。「Dona nobis」でティンパニとトランペットが加わって独唱者たちによる明るく快速な曲調に変わる。